# Patrick Walsh
Patrick Walsh, född 1 januari 1840 i Ballingarry, grevskapet Limerick, död 19 mars 1899 i Augusta, Georgia, var en irländsk-amerikansk politiker (demokrat). Han representerade delstaten Georgia i USA:s senat 1894-1895.
Walsh invandrade 1852 till USA med sina föräldrar. Han studerade vid Georgetown University. Han flyttade 1862 till Georgia och var verksam som journalist.
Senator Alfred H. Colquitt avled 1894 i ämbetet. Walsh tillträdde som senator den 2 april 1894. Han efterträddes följande år av Augustus Octavius Bacon.
Walsh var borgmästare i Augusta 1897-1899. Han gravsattes på City Cemetery i Augusta.